# الجائزة العالمية للرواية العربية (2020)
الجائزة العالمية للرواية العربية لعام 2020، هي الدورة الثالثة عشرة من الجائزة العالمية للرواية العربية، أعلن عن قائمتها الطويلة في 17 ديسمبر 2019، والقائمة القصيرة في 4 فبراير 2020، وذلك بعد قراءة ومناقشة مستفيضة لقائمة طويلة من الروايات المشاركة، التي زادت على 128 رواية منشورة باللغة العربية، ينتمي كتابها إلى تسعة بلدان عربية، ومنحت الجائزة في 14 أبريل 2020 لرواية الديوان الإسبرطي للروائي المغربي عبد الوهاب عيساوي.

## تفاصيل
أُعلن يوم الثلاثاء، 17 ديسمبر 2019، عن القائمة الطويلة للروايات المرشّحة لنيل الجائزة لعام 2019، وتشتمل القائمة على 16 رواية تم اختيارها من بين 128 رواية، ينتمي كتابها إلى تسعة بلدان عربيّة، نُشرت في الفترة ما بين تموز/يوليو 2018 وحزيران/يونيو 2019، وقد وصلت إلى القائمة الطويلة روايات لثلاث كاتبات فقط بخلاف قائمة العام السابق التي ضمت تسع كاتبات، وتتراوح أعمار الكُتّاب ما بين 34 و75 عامًا.
أُختيرت القائمة الطويلة من قبل لجنة تحكيم مكوّنة من خمسة أعضاء، برئاسة محسن جاسم الموسوي وهو ناقد عراقي وأستاذ الدراسات العربية والمقارنة في جامعة كولمبيا في نيويورك، بيار أبي صعب (ناقد وصحفي لبناني، ومؤسس صحيفة الأخبار اللبنانية)، فيكتوريا زاريتوفسكايا (أكاديمية وباحثة روسية)، أمين الزاوي (روائي وأكاديمي جزائري) وريم ماجد (إعلامية وصحفية مصرية). من بين قائمة الروائيين الستة عشر الذين وصلت أعمالهم إلى القائمة الطويلة، ثمة العديد من الأسماء المألوفة، من بينهم يوسف زيدان الفائز بالجائزة في الدورة الثانية عن رواية عزازيل، وثلاثة كتّاب سبق أن وصلوا إلى القائمة القصيرة للجائزة، هم: بشير مفتي (عن رواية «دمية النار» في 2012)، خالد خليفة (عن رواية «مديح الكراهية» في 2008 ورواية «لا سكاكين في مطابخ هذه المدينة» في 2014) وجبور الدويهي (عن رواية «مطر حزيران» في 2008 ورواية «شريد المنازل» في 2012، ورواية حي الأميركان التي لم تتجاوز القائمة الطويلة في عام 2015)، عدا عن كاتبين، سبق أن وصلت أعمالهم إلى القائمة الطويلة مسبقًا، هما: مقبول العلوي (عن رواية «فتنة جدة»، رُشِحت في 2011) وسمير قسيمي (عن رواية «يوم رائع للموت»، رُشِحت في 2010).
هذا وشهدت دورة العام 2020 وصول تسعة كتاب للمرة الأولى إلى القائمة الطويلة وهم: عائشة إبراهيم، حسن أوريد، سليم بركات، أزهر جرجيس، خليل الرز، سعيد خطيبي، عبد الوهاب عيساوي، محمد عيسى المؤدب وعالية ممدوح. يأتي كتّاب القائمة الطويلة من تونس، الجزائر، السعودية، سوريا، العراق، لبنان، ليبيا، مصر والمغرب، وبدت حصة المغرب العربي منها سبع روايات، تحديدًا أربع روايات للجزائر، وواحدة لكل من تونس، ليبيا والمغرب.
وكانت لجنة تحكيم الجائزة العالمية للرواية العربية لعام 2020، قد كشفت عن القائمة القصيرة يوم الثلاثاء 4 فبراير 2020، وذلك خلال مؤتمر صحفي عقدته في متحف حضارة الماء بمدينة مراكش في المغرب. يُشار إلى أن اللجنة كانت ستُعلن عن الرواية الفائزة في الدورة الثالثة عشرة، في احتفال كان من المُقرّر قيامه - كما جرت العادة - في أبوظبي، عشيّة افتتاح الدورة الثلاثين من معرض أبوظبي الدولي للكتاب، إلّا أن اللجنة كشفت في 31 مارس عن إلغاء الحفل بسبب جائحة فيروس كورونا، لتُعلن عن اسم الرواية الفائزة بالجائزة العالمية للرواية العربية في دورتها الثالثة عشرة عبر فيديو مصوّر بثته على الموقع الإلكتروني للجائزة في 14 أبريل 2020، وذلك عند الساعة 12:30 بتوقيت غرينيتش، حيث حازت رواية (الديوان الإسبرطي لعبد الوهاب عيساوي) على الجائزة. وتتألف القائمة الطويلة والقصيرة من الروايات التالية:
القائمة القصيرة:
| - التانكي (عالية ممدوح) - الحي الروسي (خليل الرز) - الديوان الإسبرطي (عبد الوهاب عيساوي) | - حطب سراييفو (سعيد خطيبي) - فردقان (يوسف زيدان) - ملك الهند (جبور الدويهي) |

القائمة الطويلة:
| - اختلاط المواسم (بشير مفتي) - التانكي (عالية ممدوح) - الحي الروسي (خليل الرز) - الديوان الإسبرطي (عبد الوهاب عيساوي) - النوم في حقل الكرز (أزهر جرجيس) - آخر أيام الباشا (رشا عدلي) - حرب الغزالة (عائشة إبراهيم (كاتبة)) - حطب سراييفو (سعيد خطيبي) | - حمام الذهب (محمد عيسى المؤدب) - رباط المتنبي (حسن أوريد) - سفر برلك (مقبول العلوي) - سلالم ترولار (سمير قسيمي) - فردقان (يوسف زيدان) - لم يصل عليهم أحد (خالد خليفة) - ماذا عن السيدة اليهودية راحيل؟ (سليم بركات) - ملك الهند (جبور الدويهي) |